# خراب الحريشة
خراب الحريشة قرية تتبع ناحية الروضة في منطقة بانياس التابعة لمحافظة طرطوس.